# Kristian VIII av Danmark
Kristian VIII (danska: Christian 8.) född 18 september 1786, död 20 januari 1848, var kung av Danmark från 1839 fram till sin död. Han var vald kung av Norge från 17 maj 1814–10 oktober 1814 under namnet Kristian Fredrik. 
Han var son till arvprins Fredrik av Danmark och Sofia Fredrika av Mecklenburg-Schwerin. 
Kristian var en mångsidig begåvning, intresserad av statsstyrsel, vetenskap och konst. 1806 gifte han sig med sin kusin Charlotta Fredrika av Mecklenburg-Schwerin, men de skildes 1810 på grund av ömsesidig otrohet. Hans andra äktenskap med Karolina Amalia av Augustenborg 1815 blev lyckligt. 1813 blev han ståthållare i Norge.

## Födelse och familjebakgrund

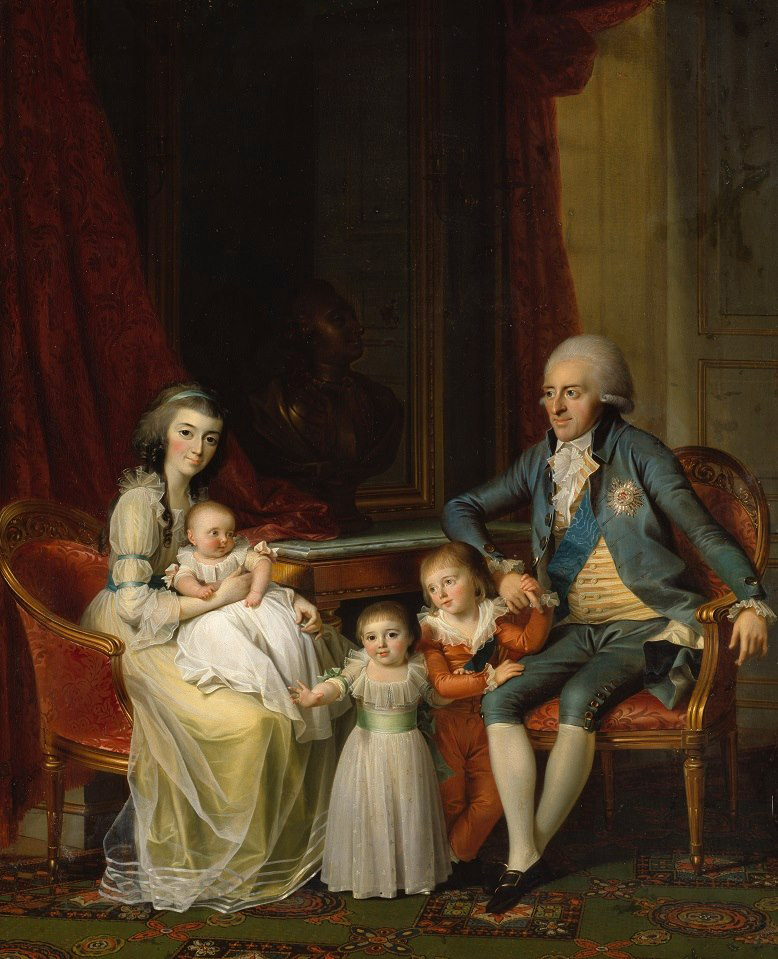
Arvprins Fredrik och Arvprinsessan Sofia Fredrika med sina tre äldsta barn. Prins Kristian Fredrik står bredvid arvprinsen. Målad av Jens Juel, 1790.

Prins Kristian Fredrik föddes mellan 10 och 11 på morgonen den 18 september 1786 på Christiansborgs slott, danska kungahusets huvudresidens på ön Slotsholmen i centrala Köpenhamn. Han var officiellt äldste son och äldsta överlevande barn till arvprins Fredrik av Danmark och Sofia Fredrika av Mecklenburg-Schwerin. Den nyfödde prinsen döptes den 28 september 1786 med namnen Kristian Fredrik i sin mors kammare på Christiansborgs slott av den kungliga hovpredikanten Christian Bastholm. Hans gudföräldrar var hans farbror kung Kristian VII, hans farmor änkedrottning Juliane Marie, hans kusiner kronprins Fredrik VI och prinsessan Lovisa Augusta, och arvprins Fredrik Kristian av Augustenburg.

I familjen var det dock allmänt erkänt att den mest troliga biologiska fadern var arvprinsens adjutant och hovchef Friedrich von Blücher, som också var far till Kristian Fredriks tre syskon. I ett brev som kronprins Frederik skrev 1805 till sin svåger hertigen av Augustenburg nämner han således arvprinsens välvilja gentemot sin hovchef och skriver: 
... min onkel sætter alt for megen pris på skaberen af de fire, meget henrivende prinser og prinsesser til at ville sende ham bort.
När prins Kristian Fredrik föddes, var hans fars halvbror, Kristian VII, Danmark-Norges monark, men på grund av kungens psykiska sjukdom kunde han inte själv leda regeringen. Från 1772 hade arvprins Frederik styrt landet tillsammans med sin mor, änkedrottning Juliana Maria, och deras rådgivare Ove Høegh-Guldberg. 1784 hade dock kungens son, den unge kronprinsen Frederik (senare kung Fredrik VI), tagit makten i en palatsrevolution och var nu den verklige härskaren. I hans barndom hade prins Kristian Fredriks familj till följd av dessa maktkamper ett ansträngt förhållande till kronprins Fredrik och hans familj, men efter hand normaliserades förhållandet mellan kungafamiljens två grenar.

## Uppväxt och utbildning

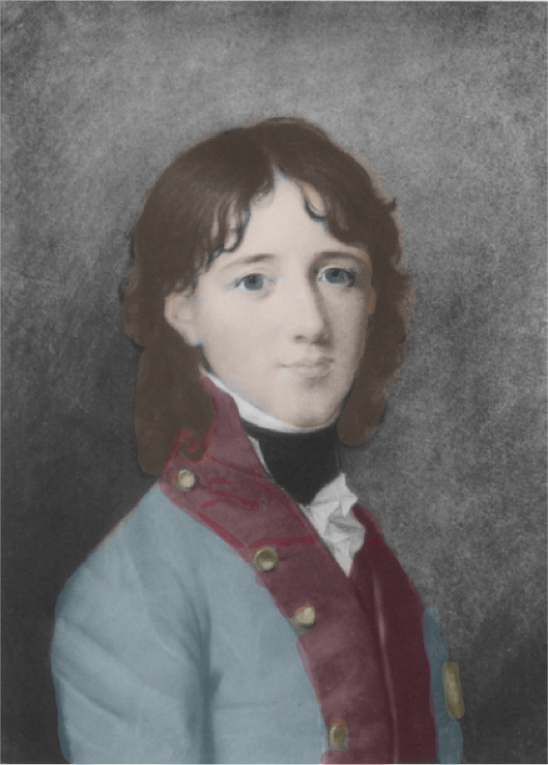
Prins Kristian Fredrik. Målad av Jens Juel, 1802.

Prins Kristian Fredrik växte till en början upp med sina syskon i arvprinsparets våning på det storslagna barockslottet Christiansborg mitt i Köpenhamn. Som sommarresidens hade familjen det mindre och eleganta nöjeslottet Sorgenfri slott, beläget vid den lilla floden Mølleåen i Kongens Lyngby norr om Köpenhamn, som arveprins Frederik köpte 1789. Året 1794 var ett händelserikt år för den unge prinsen och hans familj. I februari 1794 förstörde en brand Christiansborgs slott, och familjen tvingades flytta till Levetzaus palats, en del av slottskomplexet Amalienborg i stadsdelen Frederiksstaden i Köpenhamn. Och i november, kort efter flytten, när prins Kristian Fredrik var åtta år, dog hans mamma, som var vid dålig hälsa, på Sorgenfri slott endast 36 år gammal.
Prins Kristian Fredrik uppfostrades konservativt enligt riktlinjer fastställda av minister Ove Høegh-Guldberg, som 1784 hade avsatts ur regeringen tillsammans med arvprinsen och änkedrottningen. Hans uppväxt präglades av en grundlig och brett utbildning där han träffade konstnärer och vetenskapsmän som var knutna till faderns hov. Han hade ärvt sin begåvade mors talang och redan i tidig ålder väcktes hans kärlek till  naturvetenskap och konst som kommer att följa honom hela livet. Hans älskvärdhet och vackra drag sägs ha gjort honom mycket populär i Köpenhamn.
Han konfirmerades den 22 maj 1803 i Frederiksbergs slottskyrka tillsammans med sina systrar prinsessan Juliane Sophie och prinsessan Louise Charlotte. Ett och ett halvt år senare, den 7 december 1805, dog barnens far, arvprins Fredrik, vid 52 års ålder, och den då nittonårige prins Kristian Fredrik ärvde sin fars plats i tronföljden och de två residensen, Levetzaus palats och Sorgenfri slott. När kung Christian VII dog den 13 mars 1808 blev kronprins Fredrik kung av Danmark och Norge, och eftersom den nye kungen fortfarande inte hade några söner, blev Kristian Fredrik därmed tronföljare.

## Första äktenskapet

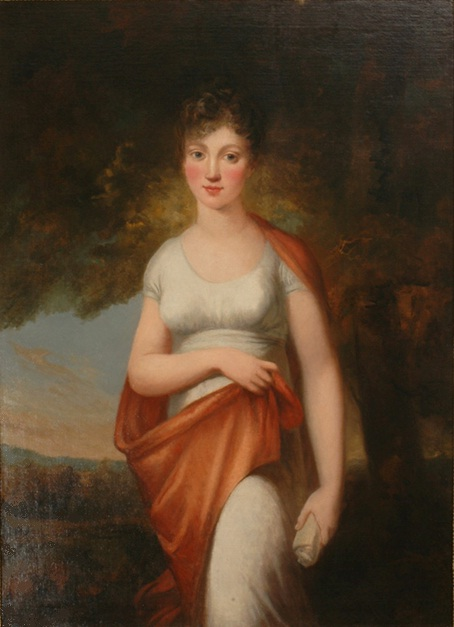
Charlotta Fredrika av Mecklenburg-Schwerin. Målad av Carl Frederik von Breda, ca. 1806.

Under ett besök hos sin mammas familj i Mecklenburg vistades han vid sin farbrors hov i Schwerin, där han blev kär i sin kusin Charlotta Fredrika av Mecklenburg-Schwerin. Hon var det sjunde och yngsta överlevande barnet till den senare storhertigen Fredrik Frans I av Mecklenburg-Schwerin och Luise av Sachsen-Gotha. Charlotta Fredrika och Kristian Fredrik gifte sig den 21 juni 1806 i Ludwigslust i Mecklenburg.
Makarna slog sig först ner på slottet i Plön i hertigdömet Holstein. Här födde Charlotte Fredrika den 8 april 1808 deras första barn, Christian Frederik, som dog samma dag som han föddes. Från 1808 bodde paret i Köpenhamn, där man bebodde Arvfurstens palats på Amalienborg. Här födde Charlotte Fredrika den 6 oktober 1808 parets enda överlevande barn, sonen Frederik Carl Christian, den blivande Fredrik VII.
Äktenskapet blev dock olyckligt. Charlotta Fredrika beskrivs som mycket vacker i ungdomen, men ansågs också mycket lynnig till humöret, vidlyftig, lättsinnig och mytoman, egenskaper som senare sades gå igen hos hennes son, Fredrik VII av Danmark (1808-1863). 1809 uppdagades att prinsessan var inblandad i en kärleksaffär med den franske sångläraren Edouard du Puy. Resultatet blev omedelbar skilsmässa och Charlotta Fredrika förvisades till det lilla kungliga slottet i Horsens och blev förbjuden att träffa sin son. Det sägs att Kristian VIII livet igenom plågades av minnet av detta äktenskap.

## Norsk ståthållare och kung

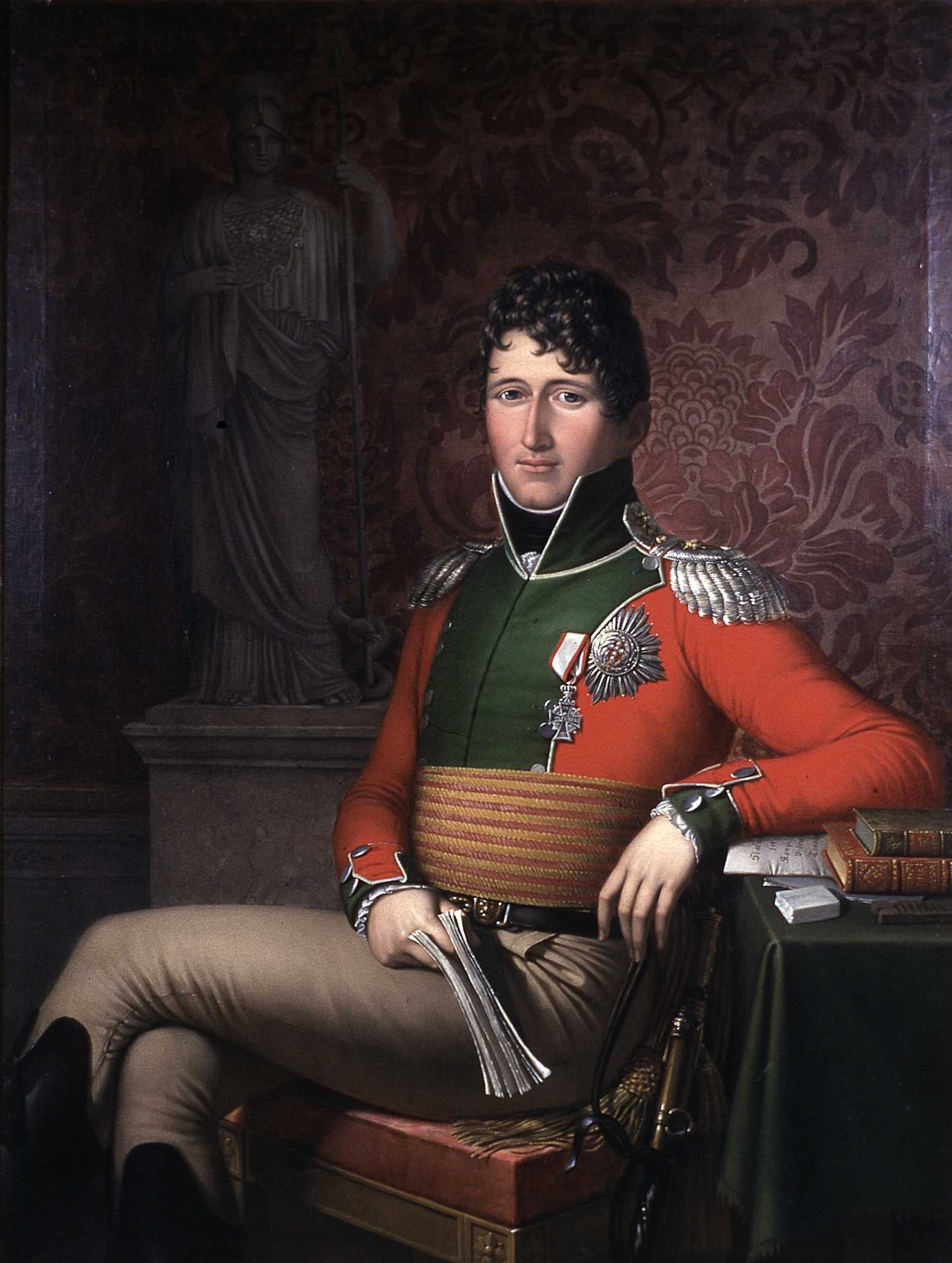
Prins Kristian Fredrik. Målad av Johan Ludvig Lund, 1813.

I maj 1813 skickade Frederik VI tronföljaren, prins Kristian Fredrik, till Norge som ståthållare, i syfte att stärka den norska lojaliteten mot kronan, som hade lidit under Danmarks olyckliga förbund med Napoleon. När den nyblivne svenske kronprinsen Karl Johan hösten 1813 invaderade Danmark och segrade, blev det vid freden i Kiel bestämt att kungen av helstaten Danmark-Norge skulle överlämna Norge till kungen av Sverige och att de båda länderna skulle ingå en union under svenskt styre. Kristian Fredrik, i egenskap av dansk ståthållare i Norge, vägrade dock att gå med på detta utan utropade istället i samband med ett stormansmöte i Eidsvoll 16 februari Norge som ett självständigt rike. En folkvald konstituerande församling inkallades och antog 17 maj Eidsvollförfattningen, Norges grundlag. 
Därpå valdes Kristian Fredrik till norsk kung. Men utan utländskt stöd kunde inte den nya regimen i längden stå emot kronprins Karl Johans krav på Kieltraktatens uppfyllande, och fick efter svensk invasion i slutet av juli (Sveriges senaste krig) ge vika. Vid Konventionen i Moss den 14 augusti ingicks vapenstillestånd, och Kristian Fredrik gav samtycke till abdikation mot att Norge fick behålla sin grundlag i en personalunion med Sverige. Han abdikerade och lämnade landet den 10 oktober, efter att ha överlämnat regeringsmakten till Stortinget. Den 4 november 1814 antog Stortinget en reviderad författning som öppnade för unionen med Sverige, och Karl XIII (i Norge Karl II) valdes samma dag till norsk kung. Unionen med Sverige bestod till upplösningen 1905.

## Andra äktenskapet

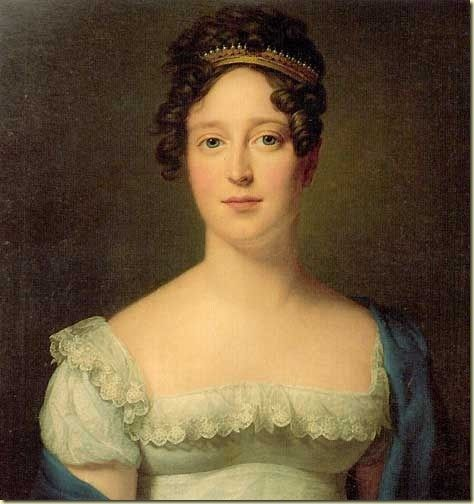
Karolina Amalia av Augustenborg (1816).

Den besvikne prins Kristian Fredrik lämnade Norge den 10 oktober 1814 och återvände till Danmark. Efter ett försök att försona sig med sin första hustru förlovade han sig i december 1814 med prinsessan Karolina Amalia av Augustenborg. Hon var dotter till framlidne hertig Fredrik Kristian II av Augustenborg och prinsessan Lovisa Augusta av Danmark och därmed barnbarn till drottning Karolina Matilda och Johann Friedrich Struensee. Paret gifte sig den 22 juni 1815 på Augustenborgs slott på ön Als i Hertigdömet Slesvig. Detta andra äktenskap förblev barnlöst.

## Dansk kung

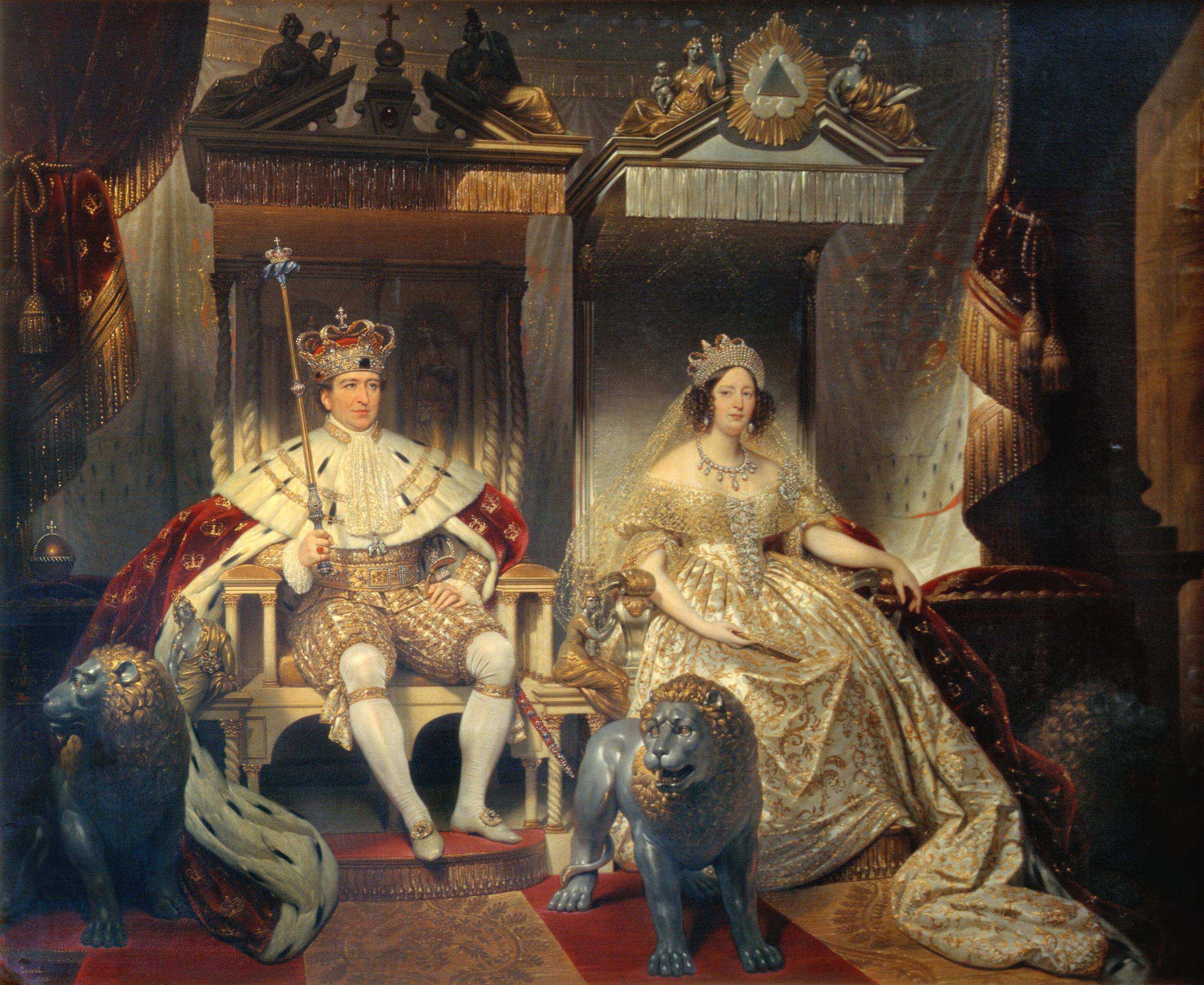
Christian VIII och drottning Karolina Amalias smörjelse den 28 juni 1840. Målad av Joseph-Désiré Court, 1841.

Kristians förhållande till Fredrik VI var inte gott. 1819–1822 och 1838 anknöt han genom utlandsresor förbindelser med konservativa furstar och statsmän. Gentemot de liberala strömningarna och ständerinstitutionerna ställde han sig föga välvillig. 3 december 1839 besteg han tronen och avvisade strax oppositionens krav på en författningsändring, varemot han lovade - och genomförde - betydande förvaltningsreformer. Kommunalstyrelsen organiserades 1837-41, finanserna förbättrades, statsskulden nedbragtes med mera. 
Detta tillfredsställde dock inte den energiska och högröstade oppositionen, men med stöd av statsministern Poul Christian von Stemann tog kungen upp striden. Avgörande blev dock den olösliga motsättningen mellan danskt och tyskt. Själv heltigenom dansk men knappast fullt förtrogen med den sønderjyska danskhetens svåra ställning sökte Kristian med ärlig vilja till opartisk medling förgäves förena de stridande parterna. Hans försonande språkpolitik strandade på Peter Hiort Lorenzens envisa hävdande av danskans formella likaberättigande från 1842 och hans försök att genom utnämning av Fredrik av Noer till ståthållare över hertigdömena samma år att skilja de augustenborgska bröderna åt slog fel. Förbittringen över kungens uppträdande gjorde oppositionen nationalliberal och mångdubblade dess styrka. 
Slutligen slog Kristian om: i det "öppna brevet" 8 juli 1846 uttalade han sig för en lösning av monarkins invecklade arvsföljdsförhållanden i utpräglat dansk anda, varigenom han delvis vann danskarna men skärpte den slesvig-holsteinska oppositionens motstånd. Under sina sista år övervägde han upphävande av enväldet, men dog före förverkligandet av dessa planer.

## Familj
Gift 1) 1806 med sin kusin Charlotta Fredrika av Mecklenburg-Schwerin (1784–1840) (skilda 1810)
Barn:
1. Fredrik VII av Danmark.

Gift 2) 1815 med Karolina Amalia av Augustenborg. Barnlös.

## Antavla
|                       |  |  |  |  |  |  |  |                                           |  |  |  |  |  |  |  |                                                |  |  |  |  |  |  |  | 6. Kung Kristian VI                                          |
|                       |  |  |  |  |  |  |  |                                           |  |  |  |  |  |  |  |                                                |  |  |  |  |  |  |  |                                                              |
|                       |  |  |  |  |  |  |  |                                           |  |  |  |  |  |  |  | 4. Kung Fredrik V                              |  |  |  |  |  |  |  |                                                              |
|                       |  |  |  |  |  |  |  |                                           |  |  |  |  |  |  |  |                                                |  |  |  |  |  |  |  |                                                              |
|                       |  |  |  |  |  |  |  |                                           |  |  |  |  |  |  |  |                                                |  |  |  |  |  |  |  | 7. Sofia Magdalena av Brandenburg-Kulmbach                   |
|                       |  |  |  |  |  |  |  |                                           |  |  |  |  |  |  |  |                                                |  |  |  |  |  |  |  |                                                              |
|                       |  |  |  |  |  |  |  | 2. Arvprins Fredrik                       |  |  |  |  |  |  |  |                                                |  |  |  |  |  |  |  |                                                              |
|                       |  |  |  |  |  |  |  |                                           |  |  |  |  |  |  |  |                                                |  |  |  |  |  |  |  |                                                              |
|                       |  |  |  |  |  |  |  |                                           |  |  |  |  |  |  |  |                                                |  |  |  |  |  |  |  | 10. Hertig Ferdinand Albrekt II av Braunschweig-Wolfenbüttel |
|                       |  |  |  |  |  |  |  |                                           |  |  |  |  |  |  |  |                                                |  |  |  |  |  |  |  |                                                              |
|                       |  |  |  |  |  |  |  |                                           |  |  |  |  |  |  |  | 5. Juliana Maria av Braunschweig-Wolfenbüttel  |  |  |  |  |  |  |  |                                                              |
|                       |  |  |  |  |  |  |  |                                           |  |  |  |  |  |  |  |                                                |  |  |  |  |  |  |  |                                                              |
|                       |  |  |  |  |  |  |  |                                           |  |  |  |  |  |  |  |                                                |  |  |  |  |  |  |  | 11. Antoinette Amalie av Braunschweig-Wolffenbüttel          |
|                       |  |  |  |  |  |  |  |                                           |  |  |  |  |  |  |  |                                                |  |  |  |  |  |  |  |                                                              |
| 1. Kung Kristian VIII |  |  |  |  |  |  |  |                                           |  |  |  |  |  |  |  |                                                |  |  |  |  |  |  |  |                                                              |
|                       |  |  |  |  |  |  |  |                                           |  |  |  |  |  |  |  |                                                |  |  |  |  |  |  |  | 12. Hertig Kristian Ludvig II av Mecklenburg-Schwerin        |
|                       |  |  |  |  |  |  |  |                                           |  |  |  |  |  |  |  |                                                |  |  |  |  |  |  |  |                                                              |
|                       |  |  |  |  |  |  |  |                                           |  |  |  |  |  |  |  | 6. Arvprins Ludvig av Mecklenburg-Schwerin     |  |  |  |  |  |  |  |                                                              |
|                       |  |  |  |  |  |  |  |                                           |  |  |  |  |  |  |  |                                                |  |  |  |  |  |  |  |                                                              |
|                       |  |  |  |  |  |  |  |                                           |  |  |  |  |  |  |  |                                                |  |  |  |  |  |  |  | 13. Gustave Caroline av Mecklenburg-Strelitz                 |
|                       |  |  |  |  |  |  |  |                                           |  |  |  |  |  |  |  |                                                |  |  |  |  |  |  |  |                                                              |
|                       |  |  |  |  |  |  |  | 3. Sofia Fredrika av Mecklenburg-Schwerin |  |  |  |  |  |  |  |                                                |  |  |  |  |  |  |  |                                                              |
|                       |  |  |  |  |  |  |  |                                           |  |  |  |  |  |  |  |                                                |  |  |  |  |  |  |  |                                                              |
|                       |  |  |  |  |  |  |  |                                           |  |  |  |  |  |  |  |                                                |  |  |  |  |  |  |  | 14. Hertig Frans Josias av Sachsen-Coburg-Saalfeld           |
|                       |  |  |  |  |  |  |  |                                           |  |  |  |  |  |  |  |                                                |  |  |  |  |  |  |  |                                                              |
|                       |  |  |  |  |  |  |  |                                           |  |  |  |  |  |  |  | 7. Charlotte Sophie av Sachsen-Coburg-Saalfeld |  |  |  |  |  |  |  |                                                              |
|                       |  |  |  |  |  |  |  |                                           |  |  |  |  |  |  |  |                                                |  |  |  |  |  |  |  |                                                              |
|                       |  |  |  |  |  |  |  |                                           |  |  |  |  |  |  |  |                                                |  |  |  |  |  |  |  | 15. Anna Sophie av Schwarzburg-Rudolstadt                    |
|                       |  |  |  |  |  |  |  |                                           |  |  |  |  |  |  |  |                                                |  |  |  |  |  |  |  |                                                              |